# Gérard Deuquet
Gérard Deuquet, né le 5 août 1936 à Charleville (Ardennes) et mort le 25 juillet 2024 à Uccle (région de Bruxelles-Capitale), est un peintre, auteur de bande dessinée et enseignant belge. Également connu sous le pseudonyme Géday.

## Biographie

### Jeunesse et formation
Gérard Deuquet naît le 5 août 1936 à Charleville dans les Ardennes. Il est issu de parents belges. Dès 1940, il est scolarisé en Belgique et y accomplit ses études. À l'âge dix-huit ans, il opte pour la nationalité belge. 
Il suit les cours de l'Institut Saint-Luc de Bruxelles, en option arts plastiques, en même temps que Jean De Mesmaker (le futur Jidéhem) de 1951 à 1955. Ensuite, il va s'orienter en publicité à La Cambre de 1955 à 1958.

### Chez Dupuis
En 1959, pendant le service militaire, Gérard Deuquet se marie, et en septembre de la même année, il entre chez Dupuis, dont le studio occupe les Galeries du Centre. Il va y rencontrer Maurice Rosy de qui il va apprendre à rédiger un scénario de bande dessinée. Peyo qui se partage entre Johan et Pirlouit, Poussy et désormais Les Schtroumpfs, pour lequel il doit livrer des mini-récits, commence à être complètement débordé de travail et c'est avec joie qu'il accepte, sur proposition de Charles Dupuis, la venue d'un jeune assistant nommé Gérard Deuquet. Ce dernier rejoint Peyo dans son atelier à Uccle et il est responsable des décors et du lettrage du mini-récit L'Œuf et les Schtroumpfs, paru dans le no 1147 de Spirou de 1960. Le jeune artiste entre dans l'histoire comme le premier collaborateur d'une longue lignée d'apprentis formés au Studio Peyo parmi lesquels Francis, Gos et François Walthéry qui lui succèderont dans les deux années suivantes.
Il se voit alors confier, sous le pseudonyme de Géday, quatre mini-récits pour le journal Spirou, : Mach 10, mini-récit no 2 dans le Spirou no 1136, une histoire éducative sur l'aviation ; Le Grand Paradis, mini-récit no 6 dans le Spirou no 1140, une bande dessinée historique navale ; Prélude au cosmos, mini-récit no 25, dans le Spirou no 1161, un reportage pédagogique sur les voyages dans l'espace — et celui qu'il préfère — : La Vache de Quattres, mini-récit no 27 qui paraît dans le Spirou no 1163, parodie du cheval de Troie homérique pour lequel il se fait aider de Peyo.
À la même époque Géday-Gérard Deuquet rencontre Jean Roba et, surtout, il travaille aussi pour André Franquin, qui va lui prodiguer force conseils (qu'il répercutera plus tard auprès de étudiants). La carrière de Deuquet dans la bande dessinée se limite aux années 1960.

### À Charleroi
Entre-temps, il s'est établi à Charleroi, il y alimente une chronique automobile dans Pat, le magazine du patronage, et, en 1962, il y ouvre un studio de publicité. Parmi ses clients, l'Union chimique belge (UCB) va même lui proposer d'entrer dans son propre bureau à Bruxelles, période durant laquelle il va se livrer à la peinture. Des gens s'intéressent à sa création, si bien qu'après trois ans à l'UCHB, il décide de vivre de sa peinture de tableaux oniriques et symboliques. En 1971, Gérard Deuquet rencontre un professeur de l'Académie des Beaux-Arts de Charleroi qui va l'y faire entrer à son tour comme enseignant. Depuis 1972, il est professeur de peinture à l'Académie des Beaux-Arts de Charleroi. Il avait une précédente expérience car, de 1966 à 1974, il enseigna dans son atelier privé à Bruxelles. Il exercera la charge professorale pendant trente ans. L'un de ses élèves était Marcel Denis, qui avait abandonné ses activités de dessinateur de bande dessinée en 1971 et s'était inscrit à l'académie au début des années 1980.

### Kadath
Il lance également Kadath, un magazine sur les civilisations perdues, avec Ivan Verheyden dont le premier numéro paraît en mars 1973. Le projet perdure pendant 40 ans et connaît 107 numéros.
Préretraité au milieu des années 2000, Gérard Deuquet fréquente encore l'Académie en élève libre et en 2006, encouragé par son ami Jean-Pierre Verheylewegen, il se remet à la bande dessinée ; Oniri, qu'il signe en auteur complet Géday - Gérard Deuquet, accomplissant ainsi un véritable retour aux sources.

### Mort
Il meurt le 25 juillet 2024, à l'âge de 87 ans.

## Œuvre

### Publications

#### Mini-récits
- Mach 10, scénario et dessin : Géday, no 2 dans le Spirou no 1136 du 21 janvier 1960[6]
- Le Grand Paradis, scénario et dessin : Géday, no 6 dans le Spirou no 1140 du 18 février 1960[6]
- Prélude au Cosmos, scénario et dessin : Géday, no 25 dans le Spirou no 1161 du 14 juillet 1960[9],[6]
- La Vache de Quattres, scénario et dessin : Géday, no 27 dans le Spirou no 1163 du 28 juillet 1960[10],[6].

### Peintures
Selon le Dictionnaire des peintres belges : « Son œuvre oscille entre l'onirisme et le symbolisme. Il aime évoquer à travers les graines et les fruits l'évolution de la vie, à laquelle se mêle un léger sentiment d'érotisme. G. Deuquet se tourne vers l'abstraction figurative. Ses toiles, peintes à l'huile, marouflées sur des panneaux découpés, évoquent des structures en trois dimensions, dans lesquelles s'imbriquent des architectures et des mécaniques fictives qui égarent l'œil dans le dédale des volumes. La couleur soutient la forme : les gris et les bruns nuancés laissent éclater les rouges et les oranges violents. Il atteint dans ses petits formats une grande rigueur de composition. »
- Composition surréaliste, huile sur toile, 60 × 73 cm[11] ;
- L'Entrée des enfers, huile sur toile, 133 × 100 cm[12] ;
- Composition surréaliste, huile sur toile, 60,5 × 73 cm[12] ;
- Paysage surréaliste avec des femmes nues bordant un échiquier rempli de ruines, huile sur toile, 92 × 73 cm[12].